# Mademoiselle Swing
Pour plus de détails, voir Fiche technique et Distribution.
Mademoiselle Swing est un film français réalisé par Richard Pottier, sorti en 1942. 

## Synopsis
Irène Dumontier, jeune fille passionnée de swing, s'ennuie à Angoulême où elle vit avec sa tante. Elle décide alors de suivre à leur insu un groupe de musiciens de passage dans sa ville, et monte nuitamment dans le train qui les ramène à Paris, où elle va vivre une grande aventure.

## Fiche technique
- Titre : Mademoiselle Swing
- Réalisation : Richard Pottier
- Scénario : Louis Poterat, Richard Pottier et Daniel Margo
- Dialogues : Louis Poterat, Daniel Margo
- Photographie : Nicolas Hayer
- Montage : Mme Hiollet
- Musique : Raymond Legrand et Marc Lanjean (comme Marc Langean), Johnny Hess
- Chansons : Raymond Legrand, Louis Poterat, Maurice Vandair
- Décors : Robert Dumesnil
- Son : Igor Kalinowski[1]
- Directeur de production : Bernard-Roland
- Société de production : Société universelle de films
- Distribution vidéo : René Chateau Vidéo
- Tournage : depuis le 17-11-1941 aux studios Photosonor, quai de la Seille, Courbevoie, Hauts-de-Seine.
- Pays de production :  France
- Format : Noir et blanc - 35 mm - 1,37:1 - Mono
- Genre : Comédie et film musical
- Durée : 100 minutes
- Date de sortie : 
  - France : 12 juin 1942
- Affiche : Roger Cartier (France)

## Distribution
- Irène de Trébert : Irène Dumontier
- Jean Murat : Armand de Vinci, l'oncle d'Irène, compositeur de musique classique
- Elvire Popesco : Sofia de Vinci, la tante d'Irène qui, elle, préfère la musique moderne
- Pierre Mingand : Pierre Dornier, le pianiste de l'orchestre Raymond Serre, dont s'éprend Irène
- Raymond Legrand et son orchestre : Raymond Serre et son orchestre
- Saturnin Fabre : Grégoire Dimitresco
- René Génin : Durieu
- Paul Demange : le chef de gare
- Albert Brouett : un membre de l'association
- André Carnège : le directeur du journal
- Marcel Charvey : le barman
- Max Elloy : Max
- Édouard Francomme : un bagagiste
- Maurice Marceau : Villard, le rédacteur des spectacles
- Geneviève Morel : une chanteuse du 'Trio'
- Émile Riandreys : le secrétaire de l'orchestre
- Colette Régis : la dame de l'association
- Jean Maugier : le brigadier

## À noter
- Ce film fut tourné sans grands moyens au début de l'occupation allemande, il est entièrement construit autour des chansons d'Irène de Trébert, énormes succès du disque et de la radio, qu'il s'agissait de promouvoir. La musique swing, pourtant mise à l'index par le régime nazi, est encore tolérée dans les premières années du régime de Vichy, ce qui ne sera plus le cas par la suite.
- Les chansons Mademoiselle Swing et J'suis swing (de Johnny Hess) se disputent le titre de plus grand succès musical de l'époque (devançant la chanson Premier Rendez-vous, également sur un rythme swing, du film éponyme qui consacra la jeune Danielle Darrieux).